# بدر زكي
بدر زكي هو لاعب كرة قدم مغربي. يلعب كوسط ميدان. يلعب زكي لصالح نادي الكوكب المراكشي.